# Коровин, Юрий Фёдорович
Юрий Фёдорович Коровин (укр. Юрій Федорович Коровін; 19 марта 1932, Кыштым, Челябинская область, РСФСР, СССР — 19 марта 2025) — советский и украинский учёный. Директор «Приднепровского химического завода». Заслуженный рационализатор Украинской ССР (1982), доктор технических наук (1990), профессор (2002). Лауреат Государственной премии СССР (1978), Украины в области науки и техники (1994), Украинской ССР в области науки и техники (1981).

## Биография
Родился 19 марта 1932 года в г. Кыштым Челябинской области в семье служащих.
После окончания в 1949 г. Кыштымской средней школы № 1 поступил на физико-технический факультет Уральского политехнического института им. С. М. Кирова в г. Свердловске.
После окончания института в 1955 году Ю. Ф. Коровин с дипломом инженера-металлурга направлен на работу в г. Днепродзержинск на предприятие п/я № 115 (впоследствии Производственное объединение «Приднепровский химический завод»), где прошёл путь от мастера дробильно-помолочного отделения гидрометаллургического цеха, начальника смены, технолога цеха, начальника цеха, начальника производственно-технического отдела предприятия до генерального директора.
В 1971 году Ю. Ф. Коровин защитил кандидатскую, а в 1990 году — докторскую диссертацию в Московском химико-технологическом институте им. Д. И. Менделеева (в настоящее время — РХТУ имени Д. И. Менделеева). Диссертации были посвящены усовершенствованию технологии получения сорбционных материалов и их применению в технологии урана.
Скончался 19 марта 2025 года.

## Награды
- Орден Дружбы (21 июля 1997 года, Россия) — за большой вклад в становление, развитие атомной науки и промышленности, укрепление дружбы и сотрудничества между народами[5].
- Орден Трудового Красного Знамени (1971).
- Орден «Знак Почёта» (1976).
- Государственная премия СССР (1978).
- Государственная премия Украины в области науки и техники (28 декабря 1994 года) — за разработку технологий и организацию производства соединений марганца из руд Украины для ферритов, химических источников тока, герметиков, оксидно-полупроводниковых конденсаторов и композиций, которые фосфатируются[6].
- Государственная премия УССР в области науки и техники (1981).
- Заслуженный рационализатор Украинской ССР (1982).
- Почётная грамота Президиума Верховного Совета УССР (1982).
- Серебряная медаль ВДНХ (1985).